# Cúp quốc gia Scotland 1988–89
Cúp quốc gia Scotland 1988–89 là mùa giải thứ 104 của giải đấu bóng đá loại trực tiếp uy tín nhất Scotland. Chức vô địch thuộc về Celtic khi đánh bại Rangers trong trận Chung kết.

## Vòng Một
| Đội nhà                | Tỉ số | Đội khách            |
| ---------------------- | ----- | -------------------- |
| Berwick Rangers (3)    | 1–1   | Alloa Athletic (3)   |
| East Fife (3)          | 4–1   | Spartans (ESL)       |
| East Stirlingshire (3) | 1–0   | Gala Fairydean (SSL) |
| Inverness Thistle (HL) | 0–0   | Dumbarton (3)        |
| Montrose (3)           | 2–0   | Arbroath (3)         |
| Stranraer (3)          | 2–2   | Stirling Albion (3)  |

### Đấu lại
| Đội nhà             | Tỉ số | Đội khách              |
| ------------------- | ----- | ---------------------- |
| Dumbarton (3)       | 2–1   | Inverness Thistle (HL) |
| Stirling Albion (3) | 0–1   | Stranraer (3)          |
| Alloa Athletic (3)  | 2–1   | Berwick Rangers (3)    |

## Vòng Hai
| Đội nhà                   | Tỉ số | Đội khách          |
| ------------------------- | ----- | ------------------ |
| Annan Athletic (ESL)      | 1–5   | Queen’s Park (3)   |
| Coldstream (ESL)          | 1–1   | Albion Rovers (3)  |
| Cowdenbeath (3)           | 1–1   | Stenhousemuir (3)  |
| East Stirlingshire (3)    | 1–2   | Montrose (3)       |
| Elgin City (HL)           | 2–2   | Dumbarton (3)      |
| Forres Mechanics (HL)     | 1–1   | Alloa Athletic (3) |
| Inverness Caledonian (HL) | 1–1   | Brechin City (3)   |
| Stranraer (3)             | 2–1   | East Fife (3)      |

### Đấu lại
| Đội nhà            | Tỉ số | Đội khách                 |
| ------------------ | ----- | ------------------------- |
| Albion Rovers      | 1–0   | Coldstream (ESL)          |
| Alloa Athletic (3) | 2–0   | Forres Mechanics (HL)     |
| Brechin City (3)   | 2–1   | Inverness Caledonian (HL) |
| Dumbarton (3)      | 4–0   | Elgin City (HL)           |
| Stenhousemuir (3)  | 3–2   | Cowdenbeath (3)           |

## Vòng Ba
| Đội nhà                  | Tỉ số | Đội khách               |
| ------------------------ | ----- | ----------------------- |
| Meadowbank Thistle (2)   | 2–0   | Hamilton Academical (1) |
| Alloa Athletic (3)       | 3–1   | Albion Rovers (3)       |
| Celtic (1)               | 2–0   | Dumbarton (3)           |
| Clydebank (2)            | 2–1   | Montrose (3)            |
| Dundee (1)               | 1–2   | Dundee United (1)       |
| Dunfermline Athletic (2) | 0–0   | Aberdeen (1)            |
| Falkirk (2)              | 1–1   | Motherwell (1)          |
| Forfar Athletic (2)      | 1–1   | Clyde (2)               |
| Hearts (1)               | 4–1   | Ayr United (2)          |
| Hibernian (1)            | 1–0   | Brechin City (3)        |
| Greenock Morton (2)      | 0–0   | Airdrieonians (2)       |
| Partick Thistle (2)      | 0–0   | St Mirren (1)           |
| Queen of the South (2)   | 2–2   | Kilmarnock (2)          |
| Queen’s Park (3)         | 0–0   | Stranraer (3)           |
| Raith Rovers (2)         | 1–1   | Rangers (1)             |
| St Johnstone (2)         | 2–0   | Stenhousemuir (3)       |

### Đấu lại
| Đội nhà           | Tỉ số | Đội khách                |
| ----------------- | ----- | ------------------------ |
| Aberdeen (1)      | 3–1   | Dunfermline Athletic (2) |
| Airdrieonians (2) | 0–1   | Greenock Morton (2)      |
| Motherwell (1)    | 2–1   | Falkirk (2)              |
| Clyde (2)         | 0–1   | Forfar Athletic (2)      |
| Kilmarnock (2)    | 0–1   | Queen of the South (2)   |
| Rangers (1)       | 3–0   | Raith Rovers (2)         |
| St Mirren (1)     | 1–3   | Partick Thistle (2)      |
| Stranraer (3)     | 1–0   | Queen’s Park (3)         |

## Vòng Bốn
| Đội nhà                | Tỉ số | Đội khách           |
| ---------------------- | ----- | ------------------- |
| Aberdeen (1)           | 1–1   | Dundee United (1)   |
| Celtic (1)             | 4–1   | Clydebank (2)       |
| Hearts (1)             | 2–0   | Partick Thistle (2) |
| Hibernian (1)          | 2–1   | Motherwell (1)      |
| Meadowbank Thistle (2) | 0–1   | Greenock Morton (2) |
| Queen of the South (2) | 0–0   | Alloa Athletic (3)  |
| Rangers (1)            | 8–0   | Stranraer (3)       |
| St Johnstone (2)       | 2–1   | Forfar Athletic (2) |

### Đấu lại
| Đội nhà            | Tỉ số | Đội khách              |
| ------------------ | ----- | ---------------------- |
| Dundee United (1)  | 1–1   | Aberdeen (1)           |
| Alloa Athletic (3) | 4–2   | Queen of the South (2) |

#### Đấu lại lần 2
| Đội nhà           | Tỉ số | Đội khách    |
| ----------------- | ----- | ------------ |
| Dundee United (1) | 1–0   | Aberdeen (1) |

## Tứ kết
| Đội nhà             | Tỉ số | Đội khách          |
| ------------------- | ----- | ------------------ |
| Greenock Morton (2) | 2–2   | St Johnstone (1)   |
| Rangers (1)         | 2–2   | Dundee United (1)  |
| Celtic (1)          | 2–1   | Hearts (1)         |
| Hibernian (1)       | 1–0   | Alloa Athletic (3) |

### Đấu lại
| Đội nhà           | Tỉ số | Đội khách           |
| ----------------- | ----- | ------------------- |
| Dundee United (1) | 0–1   | Rangers (1)         |
| St Johnstone (1)  | 3–2   | Greenock Morton (2) |

## Bán kết
| Rangers | 0–0 | St Johnstone |
| ------- | --- | ------------ |
|         |     |              |

| Celtic                                    | 3–1 | Hibernian       |
| ----------------------------------------- | --- | --------------- |
| Mick McCarthy · Mark McGhee · Andy Walker |     | Steve Archibald |

### Đấu lại
| Rangers                                                     | 4–0 | St Johnstone |
| ----------------------------------------------------------- | --- | ------------ |
| Mark Walters · Gary Stevens · Kevin Drinkell · Ally McCoist |     |              |

## Chung kết
| Celtic     | 1 – 0 | Rangers |
| ---------- | ----- | ------- |
| Joe Miller |       |         |